# Enicospilus expeditus
Enicospilus expeditus là một loài tò vò trong họ Ichneumonidae.